# Erannis prosapiaria
Erannis prosapiaria là một loài bướm đêm trong họ Geometridae.